# 高宅茂
髙宅 茂（たかや しげる、1951年-は、日本の法学者。元・法務省官僚。日本大学危機管理学部教授。

## 人物
法務省入国管理局入国在留課課長、同総務課長、福岡入国管理局局長、法務省大臣官房審議官、東京入国管理局長等を経て、2010年に法務省入国管理局長就任（2013年退官）。2015年より日本大学総合科学研究所教授を経て2016年より日本大学危機管理学部教授。2021年春の叙勲で瑞宝中綬章受章。

## 経歴
- 1973年3月 - 東京都立大学理学部物理学科卒業 (理学士)
- 1975年3月 - 東京都立大学法学部法律学科卒業 (法学士)
- 1977年3月 - 東京都立大学社会科学研究科基礎法学専攻修了 (法学修士)
- 1981年3月 - 東京都立大学社会科学研究科基礎法学専攻博士課程単位取得満期退学
- 1981年4月 - 法務省入省
- 2009年7月 - 法務省東京入国管理局長
- 2010年12月 - 法務省入国管理局局長
- 2013年3月 - 法務省退官
- 2015年4月 - 日本大学総合科学研究所教授
- 2016年4月 - 日本大学危機管理学部教授
- 2021年5月 - 瑞宝中綬章受章

## 著書
- 『諸外国における外国人登録制度に関する研究（法務研究報告書第73集第2号） 』，法務総合研究所，1986
- 『入管法大全（I 逐条解説、II在留資格）』，日本加除出版，2015
- 『高度人材ポイント制』，日本加除出版，2016
- 『よくわかる入管法第4版』，有斐閣，2017

## 参照
1. ↑  日本大学危機管理学部教授 髙宅茂 - 日本大学危機管理学部
2. ↑  春の叙勲受章者 社会 朝刊特集面毎日新聞 2021/4/29